# Briefmarken-Jahrgang 1940 der Deutschen Reichspost
Der Briefmarken-Jahrgang 1940 der Deutschen Reichspost umfasste 23 Sondermarken, bis auf den ersten Satz zur Leipziger Messe waren alle mit einem Zuschlag versehen. Dauermarken wurden in diesem Jahr nicht ausgegeben. Verlässliche Angaben zu den Auflagenhöhen der Briefmarken gibt es nicht.

## Liste der Ausgaben und Motive
Legende
- Bild: Eine bearbeitete Abbildung der genannten Marke. Das Verhältnis der Größe der Briefmarken zueinander ist in diesem Artikel annähernd maßstabsgerecht dargestellt. Sollten keine Marken abgebildet sein, liegt es daran, dass das Urheberrecht des Künstlers noch nicht erloschen ist.
- Beschreibung: Eine Kurzbeschreibung des Motivs und/oder des Ausgabegrundes. Bei ausgegebenen Serien oder Blocks werden die zusammengehörigen Beschreibungen mit einer Markierung versehen eingerückt.
- Wert: Der Frankaturwert der einzelnen Marke in Pfennig. Ein „+“ bedeutet, dass es sich um eine Zuschlagsmarke handelt (= Frankaturwert + Spende).
- Ausgabedatum: Das Datum des erstmaligen Verkaufs dieser Briefmarke.
- Gültig bis: Das Datum, an dem die Gültigkeit endete.
- Auflage: Soweit bekannt, wird hier die zum Verkauf angebotene Anzahl dieser Ausgabe angegeben.
- Entwurf: Soweit bekannt, wird hier angegeben, von wem der Entwurf dieser Marke stammt.
- Mi.-Nr.: Diese Briefmarke wird im Michel-Katalog unter der entsprechenden Nummer gelistet.

| Sondermarken | |                  |                       |                   |         |                                       |       |
| Bild         | Beschreibung                                                                                        | Werte in Pfennig | Ausgabe- datum (1940) | gültig bis        | Auflage | Entwurf                               | MiNr. |
|              | Leipziger Frühjahrsmesse - Deutsche Bücherei in Leipzig und Büste von Johannes Gutenberg            | 3                | 3. März               | 31. Dezember 1941 |         | Werner und Maria von Axster-Heudtlass | 739   |
|              | - Krochhochhaus und, links davon, Kaufhaus Bamberger & Hertz (bis 1938) am Augustusplatz in Leipzig | 6                | 3. März               | 31. Dezember 1941 |         | Werner und Maria von Axster-Heudtlass | 740   |
|              | - Marktplatz und Altes Rathaus in Leipzig                                                           | 12               | 3. März               | 31. Dezember 1941 |         | Werner und Maria von Axster-Heudtlass | 741   |
|              | - Messegelände in Leipzig                                                                           | 25               | 3. März               | 31. Dezember 1941 |         | Engelhardt                            | 742   |
|              | Nationale Briefmarkenausstellung in Berlin Hof der Neuen Reichskanzlei                              | 24+76            | 28. März              | 31. Dezember 1941 |         | Georg Fritz                           | 743   |
|              | 51. Geburtstag von Adolf Hitler                                                                     | 12+38            | 10. April             | 31. Dezember 1941 |         | Richard Klein                         | 744   |
|              | Tag der Arbeit Ritter mit Schwert                                                                   | 6+4              | 30. April             | 31. Dezember 1941 |         | A. Grögerchen                         | 745   |
|              | Rennen um Das Blaue Band in Hamburg Springreiten                                                    | 25+100           | 22. Juni              | 31. Dezember 1941 |         | E. Stahl                              | 746   |
|              | 7. Rennen um das Braune Band von München Riem Altertümlicher Kampfwagen mit 3 Pferden               | 42+108           | 20. Juli              | 31. Dezember 1941 |         | Richard Klein                         | 747   |
|              | Eingliederung von Eupen, Malmedy und Moresnet in das Deutsche Reich - Blick auf Malmedy             | 6+4              | 25. Juli              | 31. Dezember 1941 |         | Ernst Rudolf Vogenauer                | 748   |
|              | - Blick auf Eupen                                                                                   | 12+8             | 25. Juli              | 31. Dezember 1941 |         | Ernst Rudolf Vogenauer                | 749   |
|              | 50 Jahre Helgoland zum Deutschen Reich gehörend Die roten Felsen von Helgoland                      | 6+94             | 9. August             | 31. Dezember 1941 |         | Erich Meerwald                        | 750   |
|              | Winterhilfswerk, Bauwerke - Artushof Danzig                                                         | 3+2              | 5. November           | 31. Dezember 1941 |         | Lothar Wüst                           | 751   |
|              | - Rathaus, Thorn                                                                                    | 4+3              | 5. November           | 31. Dezember 1941 |         | Lothar Wüst                           | 752   |
|              | - Burg Pfalzgrafenstein bei Kaub                                                                    | 5+3              | 5. November           | 31. Dezember 1941 |         | Lothar Wüst                           | 753   |
|              | - Stadttheater in Posen                                                                             | 6+4              | 5. November           | 31. Dezember 1941 |         | Lothar Wüst                           | 754   |
|              | - Heidelberger Schloss                                                                              | 8+4              | 5. November           | 31. Dezember 1941 |         | Lothar Wüst                           | 755   |
|              | - Porta Nigra in Trier                                                                              | 12+6             | 5. November           | 31. Dezember 1941 |         | Lothar Wüst                           | 756   |
|              | - Deutsches Theater in Prag                                                                         | 15+10            | 5. November           | 31. Dezember 1941 |         | Lothar Wüst                           | 757   |
|              | - Bremer Rathaus                                                                                    | 25+15            | 5. November           | 31. Dezember 1941 |         | Lothar Wüst                           | 758   |
|              | - Historisches Rathaus Münster (Westfalen)                                                          | 40+35            | 5. November           | 31. Dezember 1941 |         | Lothar Wüst                           | 759   |
|              | 50 Jahre Diphtherie-Serum Emil Adolf von Behring (1854–1917)                                        | 6+4              | 26. November          | 31. Dezember 1941 |         | Staatsdruckerei Wien                  | 760   |
|              | Emil Adolf von Behring, Entdecker des Diphtherieserums                                              | 25+10            | 26. November          | 31. Dezember 1941 |         | Staatsdruckerei Wien                  | 761   |